# 蓬扎诺-迪费尔莫
蓬扎诺-迪费尔莫（義大利語：Ponzano di Fermo），是意大利费尔莫省的一个市镇。总面积14.39平方公里，人口1733人，人口密度120.4人/平方公里（2009年）。ISTAT代码为044059。